# Bastien Auzeil
Pour les articles homonymes, voir Auzeil.
Bastien Auzeil (né le 22 octobre 1989 au Pont-de-Beauvoisin) est un athlète français, pratiquant le décathlon. Il est le fils de Nadine Auzeil, l’ancienne détentrice du record de France du lancer du javelot.

## Carrière
Bastien Auzeil est sacré champion de France en salle 2012 de l'heptathlon avec un total de 5 891 points. En mai, il prend part à un décathlon à Cannes où il termine 3e, derrière Kevin Mayer (8 091 points) et Gaël Quérin (8 027 points) et réalise 8 008 points. Il réalise 7 709 pts aux Championnats de France 2012, terminant second avec 400 points de retard sur Florian Geffrouais (8 118 pts).
L'année suivante, toujours aux championnats de France, il prend la seconde place avec 8 022 points, ce qui représente un nouveau record personnel et une seconde marque au-dessus de 8 000 points. En 2014, il est, pour la seconde fois, sacré champion de France en salle de l'heptathlon avec 5 910 points.

### Progression (2015)
En 2015, il améliore son record à l'heptathlon avec 5 999 points et obtient la médaille d'argent lors des Championnats de France en salle 2015 derrière Gaël Quérin (6 065 points). Il honore sa 1re sélection en Équipe de France à l'occasion des Championnats d'Europe en salle se déroulant à Prague où il se classe 6e avec un nouveau record personnel à 6 011 points. 
En mai, lors de l'Hypo-Meeting de Götzis, il termine 10e avec un nouveau record porté à 8 147 points. Il participe aux Universiades (championnats du monde universitaires) où il remporte la médaille d'argent avec 7 913 points. Le mois suivant, il se classe 13e des Championnats du monde de Pékin (8 093 pts).
Le 25 juin 2016, il est sacré champion de France à Angers avec un total de 8 197 points (nouveau record personnel) et performance synonyme du minima pour les Jeux olympiques de Rio.

## Palmarès

### International
| Date | Compétition                    | Lieu           | Résultat | Épreuve    | Points |
| ---- | ------------------------------ | -------------- | -------- | ---------- | ------ |
| 2013 | Jeux de la Francophonie        | Nice           | 1er      | Décathlon  | 7 789  |
| 2015 | Championnats d'Europe en salle | Prague         | 6e       | Décathlon  | 6 011  |
| 2015 | Universiade                    | Gwangju        | 2e       | Décathlon  | 7 913  |
| 2015 | Championnats du monde          | Pékin          | 13e      | Décathlon  | 8 093  |
| 2016 | Jeux olympiques                | Rio de Janeiro | 13e      | Décathlon  | 8 064  |
| 2017 | Championnats d'Europe en salle | Belgrade       | —        | Heptathlon | DNF    |
| 2017 | Championnats du monde          | Londres        | 15e      | Décathlon  | 7 922  |

### National
- Champion de France en salle de l'heptathlon 2012, 2014 et 2024.
- Champion de France de décathlon 2016 et 2019.
- Vice Champion de France en salle de l'heptathlon 2015 et en 2019.
- Vice Champion de France de décathlon 2012, 2013 et 2017.

## Records
| Épreuve           | Performance   | Lieu                             | Date                                                                                 |
| ----------------- | ------------- | -------------------------------- | ------------------------------------------------------------------------------------ |
| 100 m             | 11 s 02       | Götzis                           | 30 mai 2015                                                                          |
| Saut en longueur  | 7,34 m        | Nice                             | 6 septembre 2013 12 septembre 2013                                                   |
| Lancer du poids   | 15,90 m       | Götzis                           | 30 mai 2015                                                                          |
| Saut en hauteur   | 2,04 m        | Aubagne Angers                   | 7 juillet 2012 24 juin 2016                                                          |
| 400 m             | 48 s 66       | Pékin                            | 28 août 2015                                                                         |
| 110 m haies       | 14 s 29       | Roanne                           | 27 juin 2015                                                                         |
| Lancer du disque  | 47,66 m       | Gières                           | 4 avril 2019                                                                         |
| Saut à la perche  | 5,10 m        | Cannes Nice Pékin Rio de Janeiro | 13 mai 2012 7 septembre 2013 13 septembre 2013 17 mai 2015 29 août 2015 18 août 2016 |
| Lancer du javelot | 64,41 m       | Götzis                           | 31 mai 2015                                                                          |
| 1 500 m           | 4 min 32 s 95 | Oyonnax                          | 4 juin 2023                                                                          |
| Décathlon         | 8 191 pts     | Angers                           | 26 juin 2016                                                                         |

| Épreuve          | Performance   | Lieu     | Date            |
| ---------------- | ------------- | -------- | --------------- |
| 60 mètres        | 7 s 08        | Prague   | 7 mars 2015     |
| Saut en longueur | 7,39 m        | Bordeaux | 22 février 2014 |
| Lancer du poids  | 16,12 m       | Nantes   | 15 mars 2014    |
| Saut en hauteur  | 2,10 m        | Prague   | 7 mars 2015     |
| 60 mètres haies  | 8 s 10        | Prague   | 8 mars 2015     |
| Saut à la perche | 5,20 m        | Prague   | 8 mars 2015     |
| 1 000 mètres     | 2 min 45 s 27 | Aubière  | 19 février 2023 |
| Heptathlon       | 6 011 pts     | Prague   | 8 mars 2015     |

## Autres activités
Bastien Auzeil est un supporter de l'AS Monaco. À la suite des transferts de Radamel Falcao et James Rodriguez, il signe la pétition exigeant le remboursement de son abonnement.